# Nederlandsch-Indische Vereeniging voor den Afzet van Suiker
Nederlandsch-Indische Vereeniging voor den Afzet van Suiker (Nivas of NIVAS) (Engels: Netherlands Indies Association for Marketing of Sugar) was een Nederlands-Indisch handelmaatschappij in suiker. De Nivas had als taak om de belangen van haar leden met betrekking tot de verkoop van suiker te bevorderen en om informatie te verlenen over de suikerteelt. Lidmaatschap was verplicht voor alle suikerproducenten.
Door de Eerste Wereldoorlog vielen de afzetmarkten uiteen van suikerproducenten in niet-oorlogvoerende staten. Daardoor verenigden Nederlandse en Indische suikerproducenten zich respectievelijk tot de Bond van Eigenaren van Nederlands Indische Suikerondernemingen en de Java Suiker Vereniging. Nadien werd ook de Vereniging Verenigde Java Suiker-Producenten opgericht. Ten slotte werd in 1932 de Nederlandsch-Indische Vereeniging voor den Afzet van Suiker opgericht om de wereldproductie en -consumptie van suiker te verbeteren en het stimuleren van de vrije markt van suiker. Het hoofdkantoor was gezeteld te Soerabaja.
Sedert 1947 werd de Nivas de gemachtigde van de Centrale Verkoop Organisatie, een organisatie die werd opgericht om de Indische overheid te laten optreden bij de binnenlandse distributie en de export van landbouwproducten. De werkzaamheden van de Nivas werden omstreeks 1958 gestaakt. De organisatie is echter niet formeel opgeheven. 